# Iwan Rheon
Iwan Rheon (ur. 13 maja 1985 w Carmarthen) – brytyjski aktor telewizyjny, teatralny i filmowy pochodzący z Walii.

## Życiorys

### Wczesne lata
Urodził się w Carmarthen. Kiedy miał pięć lat, jego rodzina osiedliła się w Cardiff. Kształcił się w szkole średniej Ysgol Gyfun Gymraeg Glantaf, w trakcie nauki zdiagnozowano u niego dysleksję. Mając 15 lat, grał w kapeli punkowej, a muzyczny wpływ na niego miały zespoły Radiohead i Oasis.

### Kariera
W 2002 w wieku 17 lat zaczął występować w walijskiej operze mydlanej Pobol y Cwm, emitowanej wówczas w S4C. Był też na narodowym walijskim festiwalu artystycznym Eisteddfod. Dwa lata później podjął studia aktorskie w London Academy of Music and Dramatic Art (LAMDA).
W 2008 debiutował jako Al na scenie Royal Court Theatre w Liverpoolu w spektaklu Eight Miles High. Od stycznia do maja 2009 na scenie Lyric Hammersmith w Hammersmith grał swoją pierwszą znaczącą rolę – wcielił się w postać Moritza Stiefela w musicalu rockowym Przebudzenie wiosny, za którą w lutym 2010 otrzymał Laurence Olivier Award dla najlepszego aktora drugoplanowego w musicalu.
W 2009 wcielił się w postać nieśmiałego outsidera Simona, który zyskuje umiejętność stania się niewidzialnym, będącego jednym z pięciu młodych przestępców, którzy zdobyli specjalne moce w serialu E4 Wyklęci, wyróżnionego nagrodą BAFTA. W 2010 pojawił się jako Ben Theodore w sitcomie BBC Two Grandma's House Simona Amstella z Lindą Bassett, a w 2013 wcielił się w rolę psychopatycznego Ramsaya Boltona w serialu HBO Gra o tron (2013).
Jest także muzykiem. W 2010 wydał swój debiutancki EP Tongue Tied, nagrał także dwa minialbumy – Changing Times (2011) i Bang Bang! (2013). 20 kwietnia 2015 ukazał się jego album Dinard.

## Filmografia

### Filmy fabularne
- 2011: Resistance
- 2011: Wild Bill
- 2012: Wasteland
- 2013: Libertador
- 2013: Driven
- 2018: 303. Bitwa o Anglię
- 2019: Brud[8]

### Seriale TV
- 2002: Pobol y Cwm
- 2009: Wyklęci
- 2010: Coming Up
- 2010: Grandma's House
- 2011: Sekretny dziennik call girl
- 2013: Gra o tron
- 2013: Vicious
- 2014: Our Girl
- 2017: Inhumans